# Rauhaarige Dornmelde
Die Rauhaarige Dornmelde (Spirobassia hirsuta) ist die einzige Pflanzenart der Gattung Spirobassia in der Familie der Fuchsschwanzgewächse (Amaranthaceae). Sie ist in Europa und Westasien verbreitet.

## Beschreibung

### Vegetative Merkmale
Die Rauhaarige Dornmelde wächst als einjährige krautige Pflanze, die Wuchshöhen von etwa 20 bis 50 Zentimetern erreicht. Die meist aufsteigenden, selter aufrechten Stängel sind ästig verzweigt, aber (trotz des deutschen Namens Dornmelde) nicht dornig stechend, und ihre Oberfläche ist rauhaarig.
Die fleischigen Laubblätter sind linealisch und im Querschnitt halbstielrund.

### Blüte und Frucht
Die zwittrigen Blüten sitzen einzeln oder zu zweit in den Achseln der Tragblätter. Die Blütenhülle besteht aus (selten drei) meist fünf behaarten Tepalenzipfeln. Die Blütezeit reicht von August bis September.
Die Fruchtstände sind spiralig verdreht, was für den wissenschaftlichen Gattungsnamen Spirobassia namensgebend war. Zur Fruchtzeit tragen die Tepalenzipfel meist drei kurze, stumpfe, dicke und abgeflachte knotenartige Auswüchse. Der Same steht horizontal.

### Chromosomenzahl
Die Chromosomenzahl beträgt 2n = 18.

### Photosyntheseweg
Die Rauhaarige Dornmelde ist eine C3-Pflanze. Die Blattanatomie entspricht dem „C3-Sclerolaena-Typ“ mit einem zentralen und vielen peripheren Leitbündeln.

## Vorkommen und Gefährdung
Die Rauhaarige Dornmelde ist in Europa und Westasien verbreitet, von Südfrankreich entlang der nördlichen Mittelmeerküste bis zum Schwarzen Meer und Kaspischen Meer, außerdem an der südlichen Nordseeküste und der westlichen Ostseeküste. Hier kommt sie auf salzhaltigen, stickstoffreichen Spülsäumen der Küsten und Inseln vor (Halophyt). In der Steppenzone von Rumänien bis Süd-Sibirien besiedelt sie auch Binnensalzstellen. Als eingeführte invasive Pflanzenart ist sie auch an Küsten der nordöstlichen USA zu finden.
In Deutschland ist die Rauhaarige Dornmelde selten geworden und gilt als stark gefährdet (Rote Liste gefährdeter Arten 2). In Mecklenburg-Vorpommern scheint das Vorkommen erloschen zu sein. Derzeit sind nur wenige Wuchsorte aus Schleswig-Holstein bekannt.

## Systematik
Die Erstveröffentlichung dieser Art erfolgte 1753 als Chenopodium hirsutum L. durch Carl von Linné in Species Plantarum S. 221. Basierend auf phylogenetischen Untersuchungen stellten Freitag & Kadereit 2011 in Taxon, Volume 60, S. 71 für diese Art unter dem Namen Spirobassia hirsuta (L.) Freitag & G.Kadereit eine eigene Gattung Spirobassia auf. Weitere Synonyme für Spirobassia hirsuta (L.) Freitag & G.Kadereit sind Bassia hirsuta (L.) Asch., Echinopsilon hirsutum (L.) Moq. und Kochia hirsuta (L.) Nolte.
Spirobassia zählt zur Chenolaea-Clade in der Tribus Camphorosmeae innerhalb der Unterfamilie Camphorosmoideae der Familie der Fuchsschwanzgewächse (Amaranthaceae). Früher wurde sie zu den Gänsefußgewächsen (Chenopodiaceae) gestellt, diese sind inzwischen in den Amaranthaceae enthalten.